# Marc Vandeput
Marc Gustaaf Marie Vandeput (Hasselt, 17 mei 1953) is een Belgisch advocaat en voormalig politicus voor de CD&V.

## Biografie
Marc Vandeput liep school aan het Sint-Jozefscollege in Hasselt en studeerde politieke wetenschappen en rechten aan de Katholieke Universiteit Leuven. Beroepshalve werd hij advocaat. Hij was in 1982 medeoprichter van het Hasseltse advocatenkantoor Argus Advocaten.
Bij de provincieraadsverkiezingen van 2000 werd Vandeput namens de CVP als Limburgs provincieraadslid verkozen. Hij werd herkozen in 2006 en 2012. Van 2001 tot 2015 was hij tevens eerste gedeputeerde bevoegd voor onder meer Economie en Europa. In januari 2016 volgde Erik Gerits hem op en hernam hij zijn voltijdse functie als vennoot bij Argus Advocaten. Vandeput bleef wel nog provincieraadslid tot 2018. Als gedeputeerde coördineerde hij mee de opvolging van de Limburgovereenkomst, waarbij meer dan 673 miljoen euro in Limburg werd geïnvesteerd, en stond mee aan het roer van het Strategisch Actieplan in het Kwadraat (SALK), het relanceplan voor Limburg na de sluiting van Ford Genk. Hij bekleedde ook tientallen bestuurs- en voorzittersmandaten bij onder meer de Limburgse Economische Raad, Limburg Sterk Merk, Nuhma, de Provinciale Ontwikkelingsmaatschappij Limburg, Toerisme Limburg en het Vlaams-Europees Verbindingsagentschap.
Van 2013 tot 2016 was Vandeput voorzitter van de Vereniging van de Vlaamse Provincies.
Hij is de vader van Tom Vandeput, die in zijn voetsporen trad en Limburgs gedeputeerde werd.